# Hōchū Ōtsuka
Hōchū Ōtsuka (大塚 芳忠 Ōtsuka Hōchū?) es un seiyū y actor japonés nacido el 19 de mayo de 1954 en Okayama, Japón. Su verdadero nombre y el que usa como actor es Yoshitada Ōtsuka (大塚 芳忠 Ōtsuka Yoshitada?).
Ha sido condecorado con el premio al "Mejor Actor de Reparto" en la 11º ceremonia de los Seiyū Awards.

## Papeles interpretados
Lista de los papeles que ha interpretado a lo largo de su carrera.
Los papeles principales están en negrita.

### Anime
1981
- Ulysses 31 como Orufe (ep.26)

1983
- Captain Tsubasa como Makoto Sōda.
- Genesis Climber Mospeada como Battler; Soldado C (ep.21)
- Magical Angel Creamy Mami como Reporter A.

1984
- Fist of the North Star como Aus.
- Heavy Metal L-Gaim como Mirauu Kyao.
- The Super Dimension Cavalry Southern Cross como Coronel Green

1985
- Mobile Suit Zeta Gundam como Yazan Gable.
- Ninja Robots como Gurasan Gurin.

1986
- Machine Robo: Revenge of Chronos como Big Shuttle Robo (ep.34); Bulldozer Robo Bisus (ep.21); Hotrod Joe (ep.39)
- Maison Ikkoku como Nakamoto (ep.93)
- Mobile Suit Gundam ZZ como Yazan Gable.
- Saint Seiya como Marine Cloth Ushio.

1987
- City Hunter como Mita (ep.3)
- Highschool! Kimengumi como Ai Kanzenji; Susumu Intahai; Yō Nihiruda
- Kiko Senki Dragonar como Tapp Oceano.
- Machine Robo: The Running Battlehackers como Ruby Man.
- Manga Nihon Keizai Nyuumon como Tsugawa.
- Mister Ajikko como Takao Ajiyoshi .
- Transformers Headmasters como Ultra Magnus; Big Serow (Deer Stalker); Crosshairs; Hot Spot/Defensor (ep.12); Hun-Grrr; Menasor (ep.2); Predaking (ep.34); Ratbat; Runway (Freeway); WingSpan

1988
- Soreike! Anpanman como Katsubushiman.
- Tatakae!! Rahmen Man como Pitan.
- Transformers Masterforce como Billy Husky (ep.11); Ranger; Sam (ep.16)

1989
- City Hunter 3 como Hombre (ep.9)
- Ranma ½ como Gindou (ep.78)
- Transformers Victory como Guyhawk.
- Yawara! A Fashionable Judo Girl como Anunciante.

1990
- Karakuri Kengo Den Musashi Lord como Zenigatan (eps.1-37)

1991
- Matchless Raijin-Oh como Gokiburon (ep.41)

1992
- The Bush Baby como Atomani.
- Mama wa Shougaku Yonensei como Yokoshima.
- Yū Yū Hakusho como Raizen.

1993
- Kenyuu Densetsu Yaiba como Kotarou Fuuma.
- Slam Dunk como Akira Sendou; Hotta Norio

1994
- Mobile Fighter G Gundam como Chibodee Crocket.

1995
- Neon Genesis Evangelion como Shirou.

1996
- Detective Conan como secuestrador (ep.2)
- Rurouni Kenshin como Tokisada Mutoh.

1997
- Pokémon como Kyou (ep.32)

1998
- Cowboy Bebop como Shaft Brother.
- Devil Lady como Algoth.
- Kurogane Communication como clérigo.
- Legend of Basara como Blue King.

1999
- Reign: The Conqueror como Cleitus.
- The Big O como Beck Gold.
- One Piece como Montblanc Norland.
- Turn A Gundam como Gavane Goonny.
- Zoids: Chaotic Century como Gunther Prozen; Dark Kaiser

2000
- Brigadoon como Meran Blue.
- Saiyuki como Nii Jienyi.
- Yami no Matsuei como Tsuyoshi Kakyouin (eps. 7,8)

2001
- Arjuna como Bob.
- Figure 17 como Isamu Kuroda.
- Go! Go! Itsutsugo Land como Papa.
- Kaze no Yojimbo como Samekichi Shirogane.
- Noir como Krode Feddi.
- Vandread: The Second Stage como Tenmei Uragasumi.

2002
- Knight Hunters Eternity como Rook.
- Naruto como Jiraiya.
- RahXephon como Masayoshi Kuki.

2003
- Kino no Tabi como Riku (eps.6, 7)
- Saiyuki Reload como Narrador; Nii Jienyi; Ukoku, The Sanzo Monk
- Stratos 4 como Inspector (eps.12-13)
- Tank Knights Portriss como Libel Negross.
- Texhnolyze como Fuminori Kohagura.

2004
- BLEACH como Metastacia (Hollow).
- Saiyuki Gunlock como Nii Jienyi.
- Samurai Champloo como Johji (ep.6)
- Yu-Gi-Oh! GX como X.

2005
- Akagi como Yamanaka (ep.14)
- Blood+ como George Miyagusuku.
- Full Metal Panic! The Second Raid como Gates.
- Shinshaku Sengoku Eiyuu Densetsu Sanada Jyuu Yuushi The Animation como Kamanosuke Yuri.
- Solty Rei como Hou Chuu (Eps.11-13)

2006
- 009-1 como "Number Zero".
- Coyote Ragtime Show como Bruce.
- Ergo Proxy como Proxy One (Eps.21,23); Memory Hacker (ep.11)
- Gintama como Abuto.
- Souten no Ken como Tai-Yan Zhang.

2007
- Blue Dragon como Killer Bat.
- Claymore como Orsay.
- Naruto Shippūden como Jiraiya.
- Nodame Cantabile como Miyoshi Takehiko (eps.14-15)
- Princess Resurrection como Dracul.
- The Skull Man como Kanji Isurugi

2008
- Golgo 13 como AX-3 (ep.14)
- Toaru Majutsu No Index II como Sahō no Terra
- Kannagi: Crazy Shrine Maidens como Maid cafe manager (ep.6)
- Nodame Cantabile: Paris como Miyoshi Takehiko.
- Soul Eater como Little Demon.
- Spice and Wolf como Marhait (eps.4-6)
- Top Secret ~The Revelation~  como Masachika Nagamine.

2009
- Saki como Abuelo de Nanpo.
- Shangri-la como Mi-ko.

2010
- Durarara como Shiki Haruya

- Arakawa Under the Bridge como Toru Shirai ("Shiro").
- Working!! como padre de Inami.

2011
- Nichijou como Soldado número 8
- Chuunibyou Demo Koi Ga Shitai como narrador de inicio y cierre.

2013
- One Piece como Z-Sensei.
- Saint Seiya Ω como Marine Cloth Ushio.

2015
- K: Return of Kings como Tenkei Iwafune.

2016
- Joker Game como Hoard Max (ep. 5).
- Ajin como Satou.
- 91 Days como Don Galassia.
- Bungō Stray Dogs: Segunda Temporada como Soseki Natsume (eps 15-16).

2017
- Alice to Zōroku como Ryū Naitō.
- Sangatsu no Lion 2 como Sakutarō Yanagihara.
- Yōjo Senki como Hans von Zettour.

2018
- Golden Kamuy como Teniente Tsurumi

- Baki (2018) como Biscuit Oliva.
- Satsuriku no Tenshi como Abraham Gray.

2019
- Kimetsu no Yaiba como Sakonji Urokodaki
- Boruto  como Jiraiya

2020
- Maō Gakuin no Futekigōsha como Melheis Boran

2021
- Edens Zero como Ziggy/Rey Demonio

### OVA
- 3x3 Eyes Seima Densetsu como Jake MacDonald.
- ASaTTe DaNCE como Daisuke Ikezu.
- Be-Bop High School como Gachapin.
- Blue Seed Beyond como Moccha.
- Blue Submarine No.6 como Alexander David Cekeros.
- City Hunter: Bay City Wars como ayudante de Norton.
- Gunsmith Cats como Bill Collins.
- Heavy Metal L-Gaim (OVA) como Mirauu Kyao.
- Hellsing (OVA) como Tubalcain Alhambra.
- Kizuna como Kyosuke.
- Kizuna: Much Ado About Nothing como Kyosuke.
- Final Fantasy VII: Last Order como Turk.
- Legend of the Galactic Heroes como Cary Willock.
- Melty Lancer como Collins One Seven.
- My Sexual Harassment como Niimi.
- Naruto (OVA) como Jiraiya.
- Netrun-mon the Movie como Samurai Damashii Ken.
- Project A-Ko 2: Plot of the Daitokuji Financial Group como Hikari Daitokuji.
- Project A-Ko 4: Final como Hikari Daitokuji.
- Saiyuki Reload Burial como Nii Jienyi.
- Shonan Bakusozoku como Wataru Sejima.
- Yukikaze como Karl Gunow (Ep.2)

### Películas
- Alexander: The Movie como Cleitus.
- Sains'' como Cytosine Tria.hin Chan: aventuras en Henderland como Makao.
- Shin Chan y la ambición de Karakaka como estudiante barbudo.
- ESPer Mami: Hoshizora no Dancing Doll como Hideki.
- Mobile Suit Zeta Gundam: A New Translation como Yazan Gable.
- Kizumonogatari II: Nekketsu-hen como Guillotine Cutter.
- Nausicaä del Valle del Viento como soldado torumekiano.
- RahXephon: Pluralitas Concentio como Masayoshi Kuki.
- Shin Kyūseishu Densetsu Hokuto no Ken: Raoh-den Junai no Shō como Shu.
- Tenchi Muyo Movie 1: Tenchi in Love como Sabato.
- The Sky Crawlers como Honda.
- The Venus Wars como Wil.
- Toujou!! Raman Otoko como Piitan.
- Turn A Gundam: Earth Light como Gavane Goonny.
- Vampire Hunter D: Bloodlust como Kyle.
- Yu Yu Hakusho The Movie: Poltergeist Report como Kuronue.
- Kmentusu no Yaiba como Sakonji Urokodaki.

### Tokusatsu
- Gekisō Sentai Carranger como Signalman y BB Donpa.
- Kamen Rider Den-O como Deneb.

### Doblaje
- Dawn of the Dead como CJ.
- Depredador 2 como Agente Keyes.
- Die Hard with a Vengeance como Zeus Carver.
- Dragonball Evolution como Piccolo Daimaō.
- El quinto elemento como Korben Dallas.
- The Lost World: Jurassic Park como Dr. Ian Malcolm.
- Independence Day como David Levinson.
- Parque Jurásico como Dr. Ian Malcolm.
- Spaceballs como Lone Star.
- Trilogía cinematográfica de El Señor de los Anillos como Aragorn.
- The Matrix como Agente Smith.
- Tortugas Ninja como Leonardo.